# Walter Arnott
Pour les articles homonymes, voir Arnott.
Walter Arnott est un footballeur international écossais, né le 12 mai 1861, à Glasgow et décédé le 18 mai 1931 .
Il compte 14 sélections en équipe d'Écosse.

## Biographie

### Carrière en club
Natif de Glasgow, il joue d'abord au Pollokshields Athletic F.C. avant de s'engager en 1882 pour le Queen's Park où il reste jusqu'à la fin de sa carrière, au milieu des années 1890. Néanmoins, il joue de manière occasionnelle pour d'autres clubs, notamment Linfield en Irlande (où il gagne la Coupe d'Irlande), Newcastle West End F.C., Notts County en Angleterre, St Bernard's et le Celtic en Écosse.
Avec le Queen's Park, il remporte la Coupe d'Écosse à trois occasions et participe à deux finales de la FA Cup (il arrive que certains clubs écossais participent à cette compétition anglaise).
Il a la particularité d'être aussi un joueur talentueux de cricket, tennis, de boulingrin ainsi qu'un passionné de yachting.

### Carrière internationale
Walter Arnott reçoit 14 sélections en faveur de l'équipe d'Écosse. Il joue son premier match le 12 mars 1883, pour une victoire 3-0, à l'Action Park de Wrexham, contre le Pays-de-Galles en match amical. Il reçoit sa dernière sélection le 1er avril 1893, pour une défaite 2-5, à l'Athletic Ground de Londres, contre l'Angleterre en British Home Championship. Il n'inscrit aucun but lors de ses 14 sélections.
Il participe avec l'Écosse aux British Home Championships de 1884 à 1893. Il a la particularité d'être sélectionné lors de 10 rencontres consécutives entre l'Écosse et l'Angleterre, ce qui constitue un record pour un joueur écossais.

## Palmarès
- Queen's Park :
  - Vainqueur de la Coupe d'Écosse en 1884, 1886 et 1890
  - Vainqueur de la Glasgow Cup en 1889 et 1890
  - Finaliste de la FA Cup en 1884 et 1885

- Linfield :
  - Vainqueur de la Coupe d'Irlande